# 大井政継
大井 政継（おおい まさつぐ）は、戦国時代の武将。信濃国耳取城主。大井政勝の子。

## 概要
平賀玄信（大井成頼）の孫（『大井小笠原流系図』）で、耳取城を攻めとって耳取城（鷹取城）主となる。天文5年（1536年）武田信虎の佐久侵攻に抗して海ノ口城の後詰めをした。天文12年（1543年）頃、武田信玄に降る。
弘治年間（1555-1558年）に城に近い館を寄進して鷹取山玄江院を建立した。
また駒形城（駒形神社）を再興したと伝わる。天正10年（1582年）の天正壬午の乱で徳川方に降り、子の政成は天正18年（1590年）の家康の関東移封に従って上州藤岡に移った。